# Leopold Kunschak
Leopold Kunschak (11. listopadu 1871 Vídeň – 13. března 1953 Vídeň) byl rakouský politik německé národnosti z Dolních Rakous, na počátku 20. století poslanec Říšské rady, v meziválečném období poslanec rakouské Národní rady, po roce 1945 předseda rakouské Národní rady a jeden ze zakladatelů a první předseda Rakouské lidové strany (ÖVP).

## Biografie
Byl redaktorem ve Vídni. Vychodil šest tříd národní školy a nastoupil jako sedlářský učeň. Působil coby sedlář ve vagónce. Po propuštění z práce působil jako redaktor listu Freiheit, od roku 1900 Christlichsoziale Arbeiterzeitung. V roce 1892 se podílel na založení svazu křesťansko sociálních dělníků. V lednu 1896 se účastnil prvního stranického sjezdu.
Zasedal i jako poslanec Dolnorakouského zemského sněmu. Zvolen sem byl v roce 1909 coby kandidát Křesťansko sociální strany za kurii všeobecnou, obvod Vídeň XIII. okres. Mandát na sněmu zastával do roku 1915. Od listopadu 1918 do května 1919 byl poslancem prozatímního zemského sněmu. V období let 1913–1918 působil i coby člen zemského výboru.

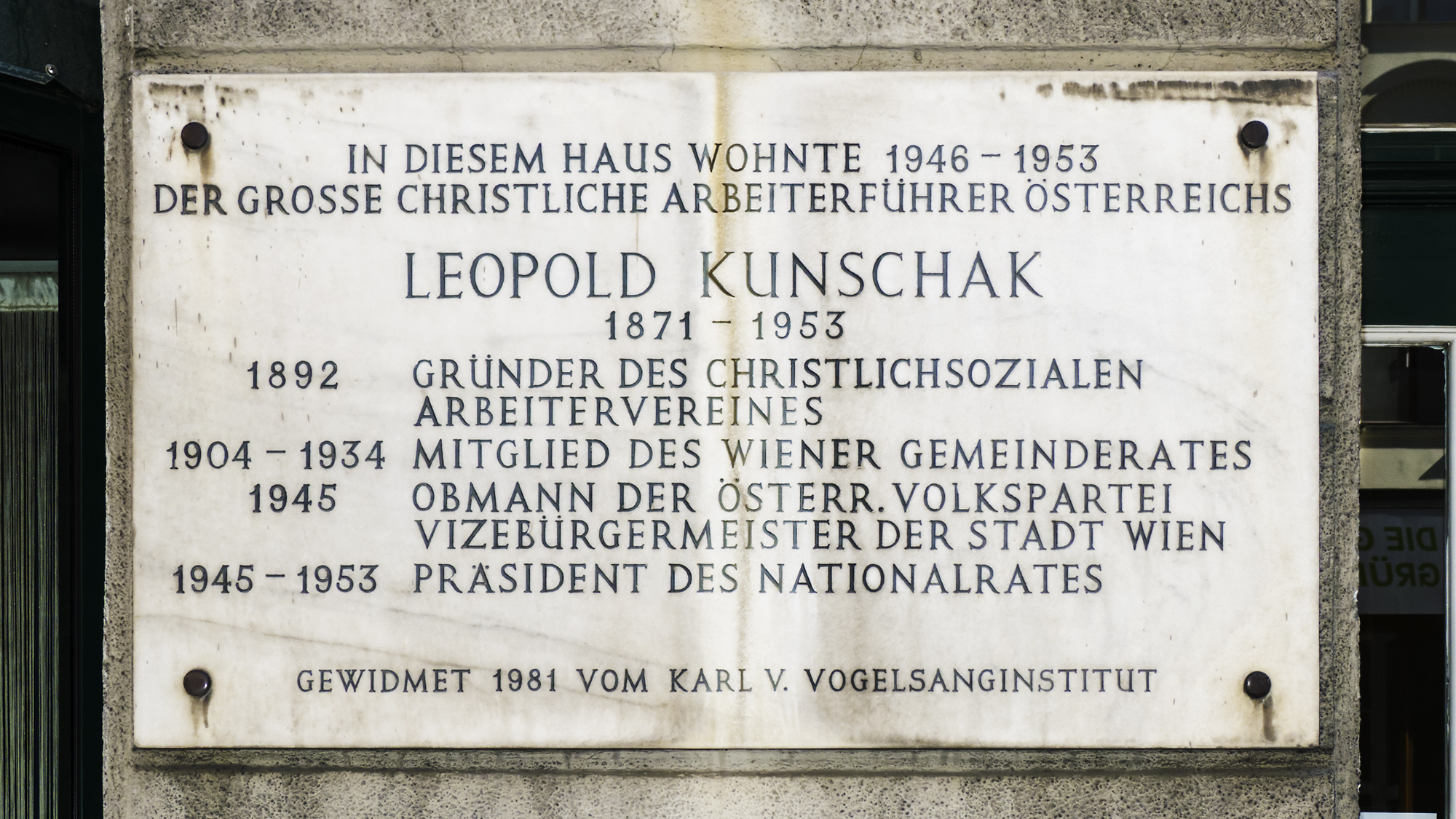
Pamětní deska Leopolda Kunschaka na domě v Hernalser Hauptstraße ve Vídni, kde žil po 2. světové válce.

Za Rakouska-Uherska působil i jako poslanec Říšské rady (celostátního parlamentu Předlitavska), kam usedl ve volbách do Říšské rady roku 1907, konaných poprvé podle všeobecného a rovného volebního práva. Byl zvolen za obvod Dolní Rakousy 28. Po volbách roku 1907 byl uváděn coby člen klubu Křesťansko-sociální sjednocení.
V politické kariéře pokračoval i v meziválečném období. V letech 1919–1920 byl poslancem Ústavodárné rakouské Národní rady a pak od roku 1920 až do zániku parlamentního způsobu vlády 2. května 1934 poslancem rakouské Národní rady za křesťanské sociály. Odmítal politickou polarizaci Rakouské republiky a byl odpůrcem militarismu. V letech 1934–1938 za éry stavovského státu byl poté členem rakouské Státní rady (poradní legislativní orgán). V roce 1938 a znovu roku 1944 byl zatčen.
Do vysoké politiky se vrátil i po druhé světové válce. Patřil mezi signatáře rakouské deklarace nezávislosti z 27. dubna 1945, kterým politické špičky Rakouska prohlásily za anulovaný anšlus země k Německu z roku 1938. Podílel se na založení Rakouské lidové strany (ÖVP) a na ní napojeného Rakouského svazu zaměstnanců a úředníků (ÖAAB). Od 19. prosince 1945 do své smrti v březnu 1953 byl opětovně poslancem rakouské Národní rady a zároveň jejím předsedou. Nyní zastupoval ÖVP. V roce 1945 se stal prvním předsedou ÖVP. Předsednickou funkci zastával jen několik měsíců od 17. dubna 1945 do 8. září 1945. Pak ho vystřídal Leopold Figl.
Dlouhodobě byl aktivní i v komunální vídeňské politice. V letech 1904–1934 a znovu 1945–1946 zasedal v obecní radě ve Vídni, přičemž v letech 1922–1934 byl navíc městským radním a v letech 1945–1946 i náměstkem vídeňského starosty.
Jeho bratr Paul Kunschak v únoru 1913 při atentátu zavraždil sociálně demokratického politika Franze Schuhmeiera.